# Таранец, Анатолий Яковлевич
Анатолий Яковлевич Таранец (1910—1941) — советский российский ихтиолог, систематик. Внёс значительный вклад в исследование ихтиофауны северной части Тихого океана и Дальнего Востока.

## Биография
Анатолий Таранец родился 3 июля 1910 года во Владивостоке на острове Русский в семье военного. С детства интересовался живой природой. Учился во Владивостокском индустриальном техникуме. Посещал кружок юных натуралистов, организованный в 1926 году при Владивостокском отделе Русского географического общества. Проявлял большой интерес к ихтиологии. В этом увлечении его поддержал учёный Г. У. Линдберг, познакомивший Таранца с основой систематики рыб и с приёмами сбора, обработки и анализа данных исследования.
Анатолий Яковлевич занялся изучением ихтиофауны окрестностей Владивостока. Данные этих исследований послужили материалом для его первых научных публикаций (1927—1928). В 1928—1929 годах, ещё учась в техникуме, работал лаборантом, помогал преподавателям Т. М. Борисову, И. Г. Заксу, Г. У. Линдбергу и другим. В 1929 году Таранец окончил техникум и стал наблюдателем сектора сырья в Тихоокеанском институте рыбного хозяйства. В 1930 году поступил на рыбоводно-биологический факультет только что открывшегося Дальрыбвтуза, но продолжил работу в лаборатории. Помогал Г. У. Линдбергу в организации кафедры ихтиологии, вёл практические занятия со студентами. В 1930—1931 годах участвовал в научных экспедициях. Таранец занимался исследованиями в бассейне реки Селемджи и на острове Путятина. В 1932 году он был зачислен научным сотрудником в группу морских исследований Тихоокеанской комплексной экспедиции ТИРХ, Государственного океанологического института и Тихоокеанского комитета Академии наук. Участвовал в экспедициях в Японское, Охотское и Берингово моря. В 1933 году Таранец участвовал в комплексной экспедиции ТИРХ по изучению сырьевой базы сардины иваси. Принимал участие в работах по систематике трески и других дальневосточных рыб.
В 1934 году Таранец работал в лаборатории ихтиологии Зоологического института АН СССР в Ленинграде. Вернувшись во Владивосток, продолжил работы по систематике иваси, пресноводных бычков-колбней и рыб бассейна Японского моря. С марта по октябрь 1934 года исследовал пресноводную ихтиофауну Сахалина. В 1934—1935 годах снова работал в Ленинграде, где занимался обработкой экспедиционных сборов. В марте 1935 года защитил в Москве при Мосрыбвтузе дипломную работу, посвящённую пресноводным рыбам бассейна северо-западной части Японского моря. Летом 1935 года проводил рекогносцировочное обследование среднего Амура. В конце 1935 года он подготовил «Краткий определитель и список рыб Берингова, Охотского и северной части Японского морей». В 1937 году работал над справочником для рыбной промышленности Дальнего Востока. Занимался изучением нерестилищ лососёвых на реках Иски и Бешеной. В 1937 году была издана его книга «Краткий определитель рыб Советского Дальнего Востока и прилежащих вод». Эта работа даже спустя десятилетия считается одним из лучших определителей по рыбам Дальнего Востока. В 1939 году Таранец стал руководителем группы по изучению лососёвых рыб.
10 ноября 1941 года Анатолий Таранец был призван в армию и отправился на фронт. В декабре на подходе к фронту эшелон, в котором он находился, был подвергнут авианалёту, и Анатолий Таранец погиб.
Анатолий Таранец является автором около 30 опубликованных и более 20 рукописных работ, посвящённых ихтиофауне Дальнего Востока. Его работы имеют важное значение для российской ихтиологии, в частности для разработки систематики рыб и зоогеографии Северо-Тихоокеанского региона.

## Память
Имя Таранца носит ряд рыб Северо-Тихоокеанского региона:
- Arhynchobatidae: Bathyraja taranetzi (Dolganov, 1983)[6]
- Salmonidae: Salvelinus taranetzi (Kaganowsky, 1955)[7]
- Zoarcidae: Taranetzella lyoderma (Andriashev, 1952)[8]
- Cottidae: Radulinopsis taranetzi (Yabe & Maruyama, 2001)[9]

## Сочинения
- Таранец А.Я. Пресноводные рыбы бассейна северо-западной части Японского моря // Труды Зоол. Ин-та. Л., 1936. Т. 4. Вып. 2. С. 485-540.
- Таранец А.Я. Краткий определитель рыб Советского Дальнего Востока и прилежащих вод // Известия ТИНРО. 1937. Т. 2. 200 с.
- Таранец А.Я. О новых находках южных элементов в ихтиофауне северо-западной части Японского моря летом 1936 года // Вестник ДВ АН СССР. 1938. Т. 28. Вып. 1. С. 113-130.
- Таранец А.Я. Морские и пресноводные богатства Дальневосточного края. Владивосток, 1938. 48 с.
- Таранец А.Я. О новой находке луны-рыбы в северо-западной части Японского моря // Труды Гос. зоол. музея МГУ. 1941. Т. 6. С. 304.